# Vincent Saurin
Vincent Saurin (París, 17 de abril de 1907-París, 13 de diciembre de 1991) fue un deportista francés que compitió en remo. Ganó tres medallas en el Campeonato Europeo de Remo entre los años 1931 y 1934.

## Palmarés internacional
| Campeonato Europeo | Campeonato Europeo    | Campeonato Europeo | Campeonato Europeo |
| Año                | Lugar                 | Medalla            | Prueba             |
| ------------------ | --------------------- | ------------------ | ------------------ |
| 1931               | París (Francia)       | Medalla de bronce  | Scull individual   |
| 1932               | Belgrado (Yugoslavia) | Medalla de plata   | Scull individual   |
| 1934               | Lucerna (Suiza)       | Medalla de bronce  | Scull individual   |